# Dichagyris zeituna
Dichagyris zeituna är en fjärilsart som beskrevs av Otto Staudinger 1899. Dichagyris zeituna ingår i släktet Dichagyris och familjen nattflyn. Inga underarter finns listade i Catalogue of Life.